# Ботев, Грациан Георгиевич
Грациан Георгиевич Ботев (12 декабря 1928, Луга, Ленинградская область — 16 августа 1981) — советский гребец-каноист. Мастер спорта СССР (1956). Заслуженный мастер спорта СССР (1957).

## Биография
Выступал за ДСО «Пищевик» Ленинград.
Чемпион Олимпийских игр 1956 в гребле на каноэ-двойке (с Павлом Хариным) на дистанции 10000 м.
Серебряный призёр Олимпийских игр 1956 в гребле на каноэ-двойке (с Павлом Хариным) на дистанции 1000 м.
Чемпион СССР 1956, 1958—1960 на различных дистанциях.
Окончил Ленинградское педагогическое училище физического воспитания (1948), тренер.
Похоронен на Северном кладбище Санкт-Петербурга.

## Награды
- Орден «Знак Почёта» (27.04.1957) — «за успехи, достигнутые в деле развития массового физкультурного движения в стране, повышения мастерства советских спортсменов, и успешное выступление на международных соревнованиях»